# Kutry torpedowe typu Iltis
Kutry torpedowe typu Iltis (projektu 63.300) – typ lekkich kutrów torpedowych budowanych w Niemieckiej Republice Demokratycznej od 1961 roku i używanych do 1977 roku w marynarce wojennej NRD; określany też jako typ Wolgast.

## Historia
W związku z ukształtowaniem linii brzegowej Niemieckiej Republiki Demokratycznej, obfitującej w zatoki i wyspy, która sprzyjała działaniom małych okrętów uderzeniowych, Ludowa Marynarka NRD (niem. Volksmarine) posiadała znaczną liczbę kutrów torpedowych do działań przybrzeżnych. W 1958 roku postawiono trzem stoczniom wymagania na skonstruowanie nowej małej jednostki klasyfikowanej jako lekki ścigacz torpedowy (Leichtes Torpedoschnellboot – LTS). Głównym wymaganiem była bardzo wysoka prędkość – 50 węzłów, oraz możliwość wykonywania uderzeń do stanu morza 3.

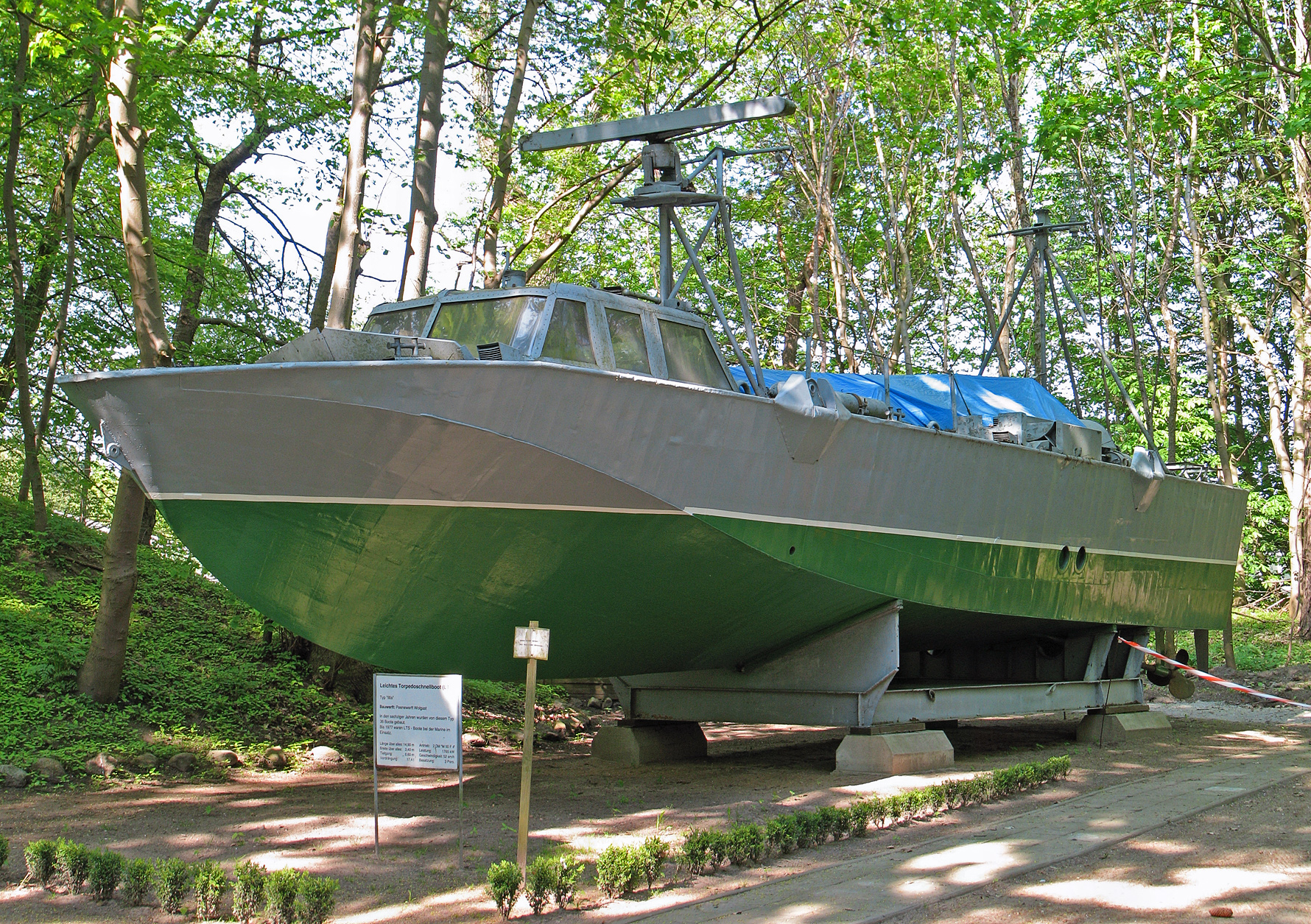
Kuter typu Iltis w Muzeum Marynarki w Dänholm

W odpowiedzi na wymagania, stocznia VEB Peenewerft w Wolgast opracowała lekki ścigacz projektu 63, znanego jako typ Iltis (pol. tchórz – prawdopodobnie nazwa kodowa NATO). W celu uproszczenia konstrukcji i zmniejszenia wymiarów, zastosowano proste rufowe wyrzutnie torped, wyrzucające torpedy w kierunku rufy za pomocą sprężonego powietrza. Było to rozwiązanie wzorowane na brytyjskich kutrach CMB i radzieckich typu G-5. Oprócz torped, kutry nie miały stałego uzbrojenia. Konstrukcja kutrów czerpała też z doświadczeń niemieckich lekkich ścigaczy torpedowych typu LS (Leichte Schnellboote) z czasu II wojny światowej, które bazowały na krążownikach pomocniczych. 
Prototyp o numerze stoczniowym 63.1 ukończono w listopadzie 1959, po czym zbudowano jeszcze dwa poprawione prototypy 63.2 i 63.3. Miały one mniejsze rozmiary od późniejszych kutrów (długość 13,8 m). Intensywne próby wykazały konieczność wzmocnienia konstrukcji. Po ulepszeniach, podjęto decyzję o produkcji seryjnej.  Od listopada 1961 roku zbudowano 6 przedseryjnych kutrów projektu 63.30, o numerach stoczniowych 63.31 – 63.36. Według źródeł zachodnich, nosiły one numery: V-01, -05, -06, -08, -09, -13 i wchodziły do służby od sierpnia 1963 roku. 
Zbudowano następnie 30 seryjnych kutrów o numerach 63.301 – 63.330, oznaczanych też jako projekt 63.300. Wchodziły one do służby w marynarce NRD od września 1962 do listopada 1965 roku (według innych źródeł, od lipca 1964 do stycznia 1966 roku). Seryjne kutry nosiły zmienne numery burtowe, m.in.: 911–925, 941–945, 951–955, 957–960, 965.
Kutry typu Iltis używane były wraz z podobnymi kutrami typu Hydra (proj. 68.200) w Brygadzie Ścigaczy Torpedowych Fritz Globig, sformowanej w 1963 roku i wchodzącej w skład 6. Flotylli. Po raz pierwszy wzięły udział w ćwiczeniach w 1964 roku. Operowały z baz brzegowych, gdzie wyciągano je na brzeg na wózkach w celu uchronienia kadłubów zbudowanych ze stopów lekkich przed nadmierną korozją. Z uwagi na warunki pracy załogi, kutry mogły wykonywać najwyżej kilkunastogodzinne misje. Zbudowano także dwa okręty-bazy dla kutrów torpedowych.
Kutry typu Iltis z uwagi na zużycie i korozję wycofywano od kwietnia 1973 do marca 1977 roku. Zastąpiły je nieco większe jednostki typu Libelle, budowane według tej samej koncepcji.

## Opis konstrukcji

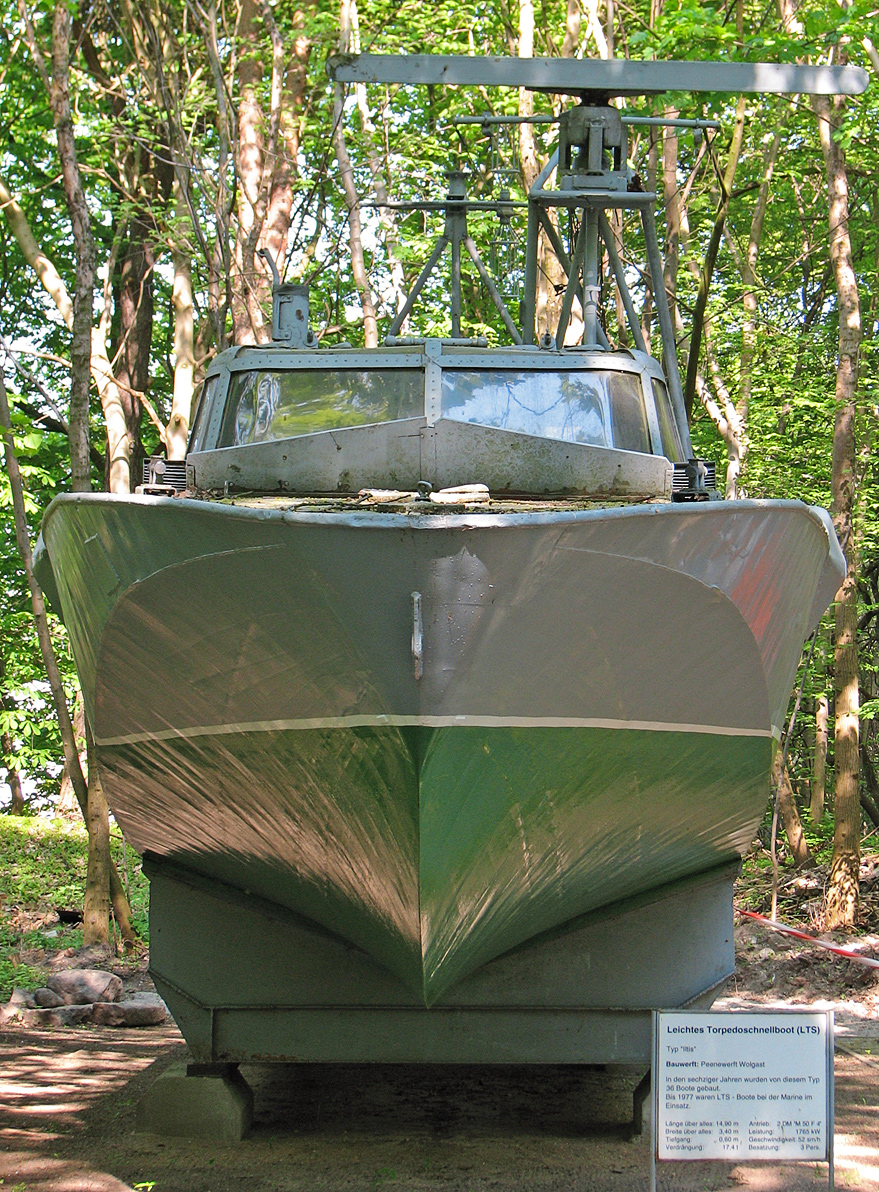
Kuter typu Iltis od dziobu

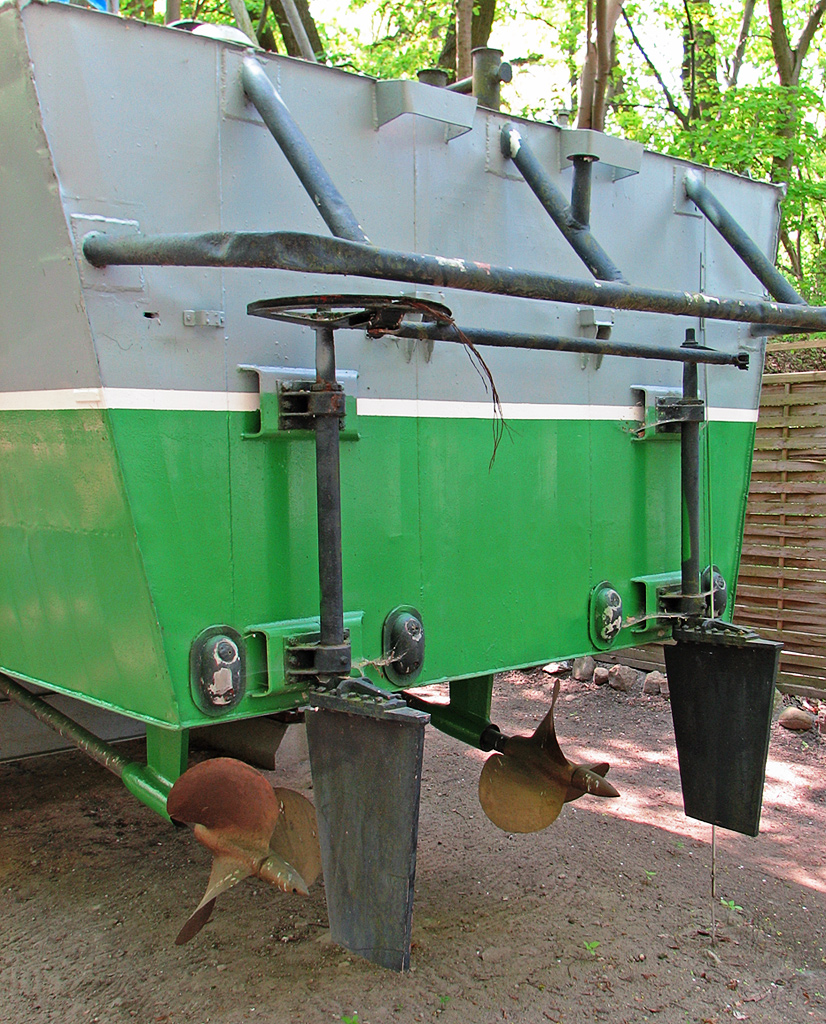
Kuter typu Iltis od rufy

Kutry torpedowe typu Iltis były jednostkami o niewielkich rozmiarach i niewielkim zanurzeniu, umożliwiającym działania na wodach przybrzeżnych. Kadłub bez redanu, wykonano ze stopu aluminiowo-magnezowego. Wyprofilowany był charakterystycznie dla ślizgaczy. W części dziobowej znajdowała się przeszklona kabina załogi. Trzyosobowa załoga dysponowała fotelami pochłaniającymi drgania. Silniki umieszczone były w części rufowej. Na śródokręciu w kadłubie umieszczony był agregat prądotwórczy typu KVD8.
Uzbrojenie kutra składało się z dwóch wyrzutni torped kalibru 533 mm, umieszczonych w części rufowej. Wystrzelone za pomocą sprężonego powietrza torpedy wpadały częścią ogonową do wody i dopiero wówczas rozpoczynały ruch postępowy w kierunku ruchu kutra (kuter następnie skręcał, a torpedy kontynuowały bieg w kierunku celu). Do wyrzutni stosowano radzieckie torpedy typu 53-59. W toku służby kutry wyposażono w urządzenia do stawiania zasłony dymnej.
Kutry projektu 63.300 miały wyporność 17,4 t, długość całkowitą 14,9 m, szerokość 3,4 m, a zanurzenie 0,6 m. Inne źródła podają zanurzenie 1,1 m. Napęd stanowiły dwa silniki wysokoprężne M-50F4, 12 cylindrowe w układzie V, chłodzone cieczą, o łącznej mocy 2400 KM (1765 kW), które napędzały dwie śruby o stałym skoku. Napęd umożliwiał osiąganie prędkości maksymalnej 52 węzłów. Zasięg wynosił 230 mil morskich.
Wyposażenie elektroniczne jednostki składało się z radiostacji oraz radaru nawigacyjnego KSA 5, po modernizacji wymienionego na TSR 222. Antena radaru umieszczona była na niewielkim maszcie na dachu kabiny. Na rufie dodawano podczas modernizacji antenę urządzenia rozpoznawczego swój-obcy na drugim maszcie.

## Dane techniczno-taktyczne torpedy wz. 53
- masa głowicy bojowej: 400 kg
- zasięg: 20 km
- prędkość: 45 węzłów